# (19407) Standing Bear
(19407) Standing Bear (1998 FG11) – planetoida z pasa głównego asteroid okrążająca Słońce w ciągu 4,17 lat w średniej odległości 2,59 j.a. Odkryta 25 marca 1998 roku.